# Teplodar
Teplodar (ukrajinsky Теплодар) je město v Oděské oblasti na Ukrajině. Žije v něm přibližně 10 tisíc obyvatel.

## Poloha
Teplodar leží na západním břehu Barabojské nádrže na řece Baraboji ústící do Černého moře. Od Oděsy, správního střediska oblasti, je vzdálen přibližně třicet kilometrů západně.

## Dějiny
Teplodar byl budován v letech 1979 až 1986, aby sloužil dělníkům a pracovníkům budované Oděské jaderné elektrárny, jejíž stavba byla zastavena po havárii v Černobylu. Po zastavení výstavby elektrárny byla zastavena i výstavba města, kde tak zůstalo mnoho nedokončených paneláků. Některé z nich jsou průběžně dokončovány, ale většina z nich chátrá a rozpadá se.
Už v roce 1983 přitom získal status sídla městského typu. Status města získal až od prvního ledna 1997. Ve stejném roce také padlo závěrečné rozhodnutí o nedostavbě elektrárny.
Ve městě se nacházejí konstrukční panelové soustavy typické pro další atomová města budovaná v 70.- 80. letech v Sovětském svazu, jako například Pripjať, Děsnogorsk, Kurčatov, Balakovo a další.

## Obyvatelstvo
| 1989 | 2001 | 2016   | 2021   |
| ---- | ---- | ------ | ------ |
| 8349 | 8830 | 10 296 | 10 081 |

| Ukrajinština | Ruština | Moldavština | Bulharština |
| ------------ | ------- | ----------- | ----------- |
| 55,80%       | 42,43%  | 0,56%       | 0,42%       |

## Galerie

Západní část města
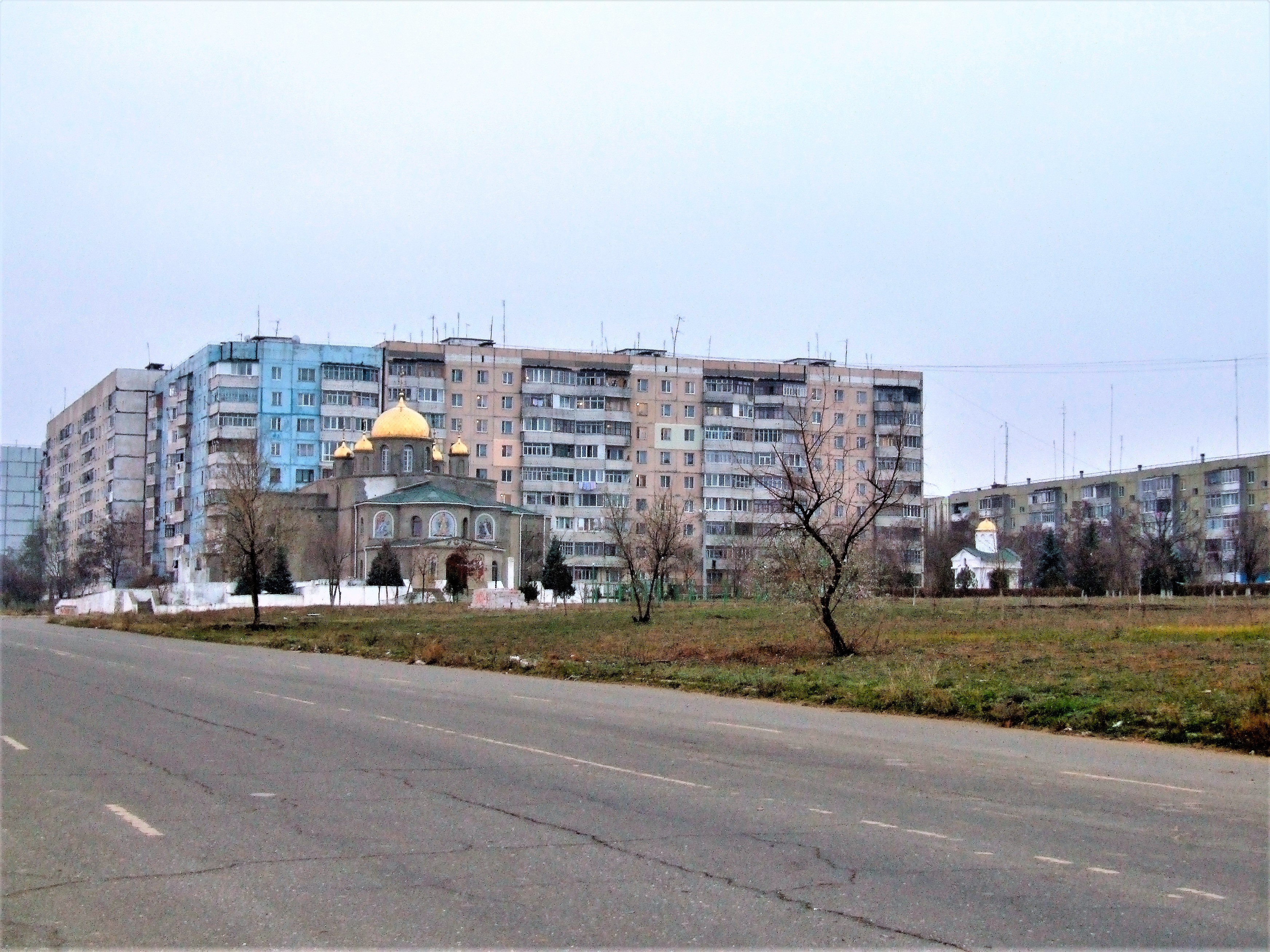
Severní část města
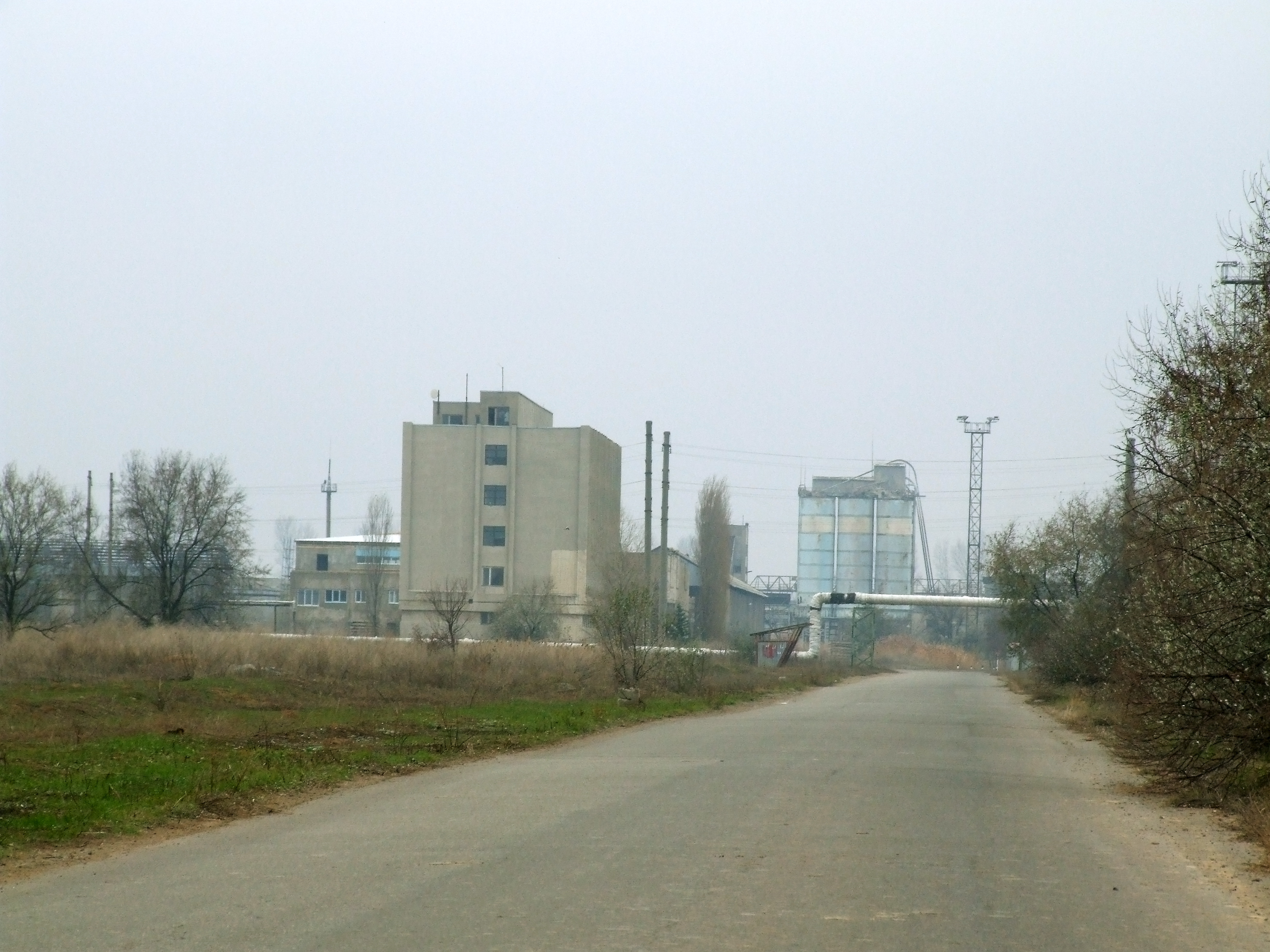
Průmyslová oblast na okraji města